# 19 de septiembre
El 19 de septiembre es el 262.º (ducentésimo sexagésimo segundo) día del año —el 263.º (ducentésimo sexagésimo tercero) en los años bisiestos— en el calendario gregoriano. Quedan 103 días para finalizar el año.

## Acontecimientos
- 335: en Bizancio (Turquía) Dalmacio se hace con el título de César.
- 634: en el sitio de Damasco, los árabes rashidun dirigidos por Jalid ibn al-Walid capturan la ciudad de Damasco, que se encontraba en poder del Imperio bizantino.
- 1356: en Poitiers (Francia), los ingleses derrotan a los franceses (batalla de Poitiers).
- 1508: en el noroeste de Escocia sucede un terremoto de una magnitud aproximada de 7 en la escala de magnitud de momento, que se siente en Inglaterra y Escocia.
- 1526: en el actual estado de Guanajuato (México), el español Nicolás de San Luis Montáñez funda la aldea de San Francisco de Acámbaro (actual Acámbaro).
- 1572: en el contexto de la Revuelta Neerlandesa, la ciudad de Mons (actualmente en Bélgica) capitula ante las tropas españolas lideradas por Don Fadrique de Alba.
- 1580: en Argel, el escritor español Miguel de Cervantes Saavedra es liberado de su cautiverio.
- 1602: finaliza el segundo conflicto del denominado Pleito de los naturales por la posesión de la imagen de la Virgen de Candelaria, patrona de Canarias.
- 1676: en los Estados Unidos, la aldea de Jamestown (Virginia) es incendiada por las fuerzas del acaudalado personaje británico Nathaniel Bacon (1640‑1676).

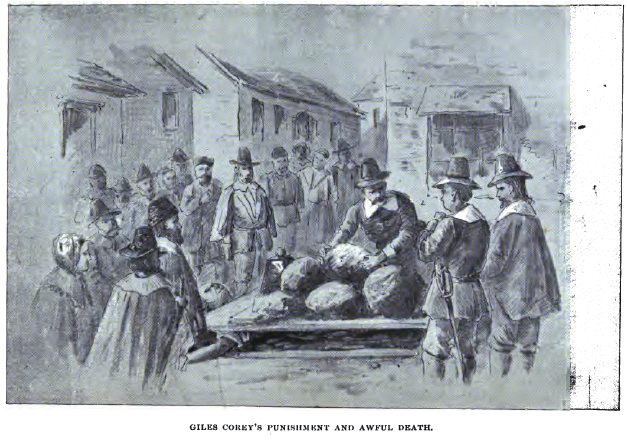
El granjero Giles Corey (1621-1692) es aplastado durante dos días para que confiese sus brujerías.

- 1692: en Salem (Estados Unidos) ―en el marco de los juicios por brujería en Salem―, el granjero Giles Corey (71) fallece tras dos días de aplastamiento por no haberse declarado culpable ni inocente. Dos días después será asesinada su esposa ―que se había declarado inocente― por no haber admitido su culpabilidad.
- 1771: en España se crea la Orden de Carlos III, la más alta condecoración civil española.
- 1777: en Saratoga se libra la primera batalla de Saratoga.
- 1783: en Versalles (Francia), Étienne Montgolfier soltó un globo cargado con una jaula de mimbre en cuyo interior viajaban una oveja y unas aves. Tras elevarse unos 500 metros de altura, el aerostato descendió suavemente en el bosque de Vaucresson y los animales resultaron ilesos.
- 1812: En el contexto de la guerra de Independencia española, la coalición aliada dirigida por el Marqués de Wellington comienza el asedio al Castillo de Burgos, en manos de los franceses.

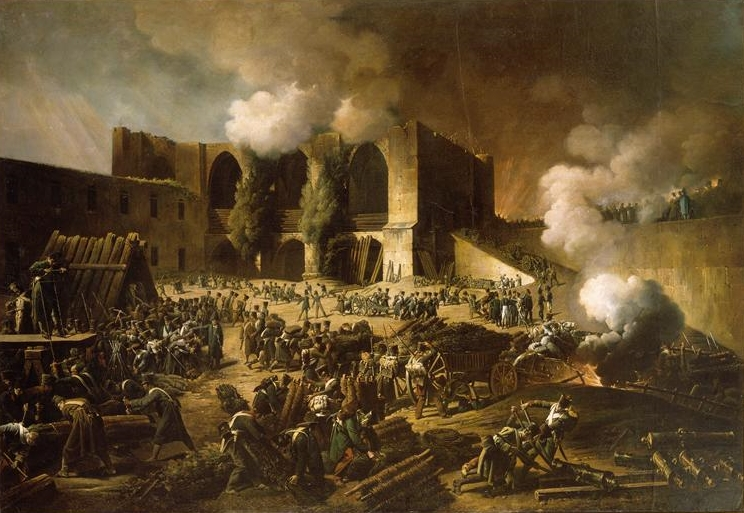
Asedio al castillo de Burgos (1812)

- 1821: en Perú, los españoles pierden el fuerte del Callao, cerca de Lima, bajo el ataque del general argentino José de San Martín.
- 1841: en Famaillá (provincia de Tucumán, en Argentina) se libra la batalla de Famaillá.
- 1862: en el marco de la Guerra Civil de Estados Unidos, las tropas unionistas bajo las órdenes del general William Rosecrans derrotan a las fuerzas confederadas del general Sterling Price (batalla de Iuka).
- 1863: en el marco de la guerra de Secesión se libra la batalla de Chickamauga.
- 1868: en el sur de España se desata la sublevación en Cádiz contra la monarquía de Isabel II de España que desembocará en la revolución conocida como La Gloriosa.
- 1870: en el marco de la guerra franco-prusiana, los alemanes inician el sitio de París. Durará 135 días.
- 1870: Después de haber invadido los Estados papales, la armada italiana deja el sitio de Roma, entrando en la ciudad al siguiente día.
- 1873: en Estados Unidos, tras la quiebra del banco Jay Cooke & Co., sucede el Segundo Viernes Negro que provoca un gran pánico financiero.
- 1880: en Logroño (España) se inaugura el Teatro Bretón de los Herreros.
- 1891: en Santiago de Chile, el presidente de la República, José Manuel Balmaceda, se suicida cuando se encontraba refugiado en la embajada argentina.
- 1893: Nueva Zelanda promulga el sufragio femenino.
- 1895: en Jimaguayú (Cuba), los patriotas promulgan la Constitución de Jimaguayú.
- 1895: en la entrada del puerto de La Habana (Cuba) se hunde el crucero español Sánchez Barcáiztegui; en el naufragio perece el general Delgado Parejo.
- 1899: en Francia, sucede el perdón público al capitán judío francés Alfred Dreyfus.
- 1900: en los Estados Unidos, Butch Cassidy y Sundance Kid cometen su primer atraco juntos.
- 1902: en Mozambique, las fuerzas portuguesas de la colonia derrotan y hacen prisionero al jefe nativo Kubi, con lo que finaliza la rebelión iniciada en 1895 contra el dominio portugués.
- 1908: En Praga (hasta 1919 Imperio austrohúngaro) se estrena la Séptima sinfonía de Gustav Mahler.
- 1914: en Venezuela se estrena la zarzuela Alma Llanera, que incluyó un joropo del mismo nombre, considerado actualmente un segundo himno nacional venezolano.
- 1915: en Chile, bajo el mandato de Ramón Barros Luco, se declaró al 19 de septiembre como el Día de las Glorias del Ejército de Chile.
- 1919: Afganistán se independiza del Imperio británico.
- 1921: en Marruecos, el líder rebelde Abd el Krim proclama la independencia de la República del Rif.
- 1923: en España, el rey Alfonso XIII (1886-1941) emite un real decreto que prohíbe que los territorios invadidos por España se independicen.
- 1926: en Milán (Italia) se inaugura el estadio Giuseppe Meazza con un encuentro entre AC Milan e Inter de Milán.
- 1928: en los Estados Unidos, Walt Disney estrena la primera película sonora de animación.
- 1929: en México, José Vasconcelos Calderón, candidato a la presidencia de México, sale ileso de un atentado en el que hubo dos muertos.
- 1934: en los Estados Unidos, Bruno Hauptmann es arrestado por el secuestro y asesinato del hijo del aviador Charles Lindbergh.
- 1935: en España, el escándalo del estraperlo produce una crisis gubernamental.
- 1939: Francia y el Reino Unido rechazan la propuesta de paz de Hitler, quien exige el reconocimiento de las conquistas territoriales alemanas.
- 1940: en Polonia, el militar Witold Pilecki se hace detener y enviar al campo de concentración de Auschwitz para sacar información y comenzar la resistencia judía en los campos de concentración.
- 1942: en Brody (Ucrania) sucede un holocausto; cerca de 2500 judíos son deportados y aniquilados por la Gestapo en el campo de concentración de Belzec.
- 1944: Moscú y Finlandia celebran un armisticio.
- 1946: en la Universidad de Zúrich (Suiza), el discurso de Winston Churchill funda el Consejo de Europa.
- 1950: en Bélgica, el astrónomo luxemburgués Sylvain Arend (1902-1992) descubre el asteroide Antíloco (1583).
- 1952: en los Estados Unidos ―en pleno macartismo―, el Gobierno prohíbe al actor británico Charles Chaplin entrar en el país después de su viaje en barco a Inglaterra.
- 1955: en Argentina, el presidente Juan Domingo Perón presenta su renuncia formal a la presidencia tras haber sido derrocado.
- 1957: en el área de pruebas atómicas de Nevada (a unos 100 km al noroeste de la ciudad de Las Vegas), a las 8:59 (hora local), Estados Unidos detona por primera vez una bomba atómica bajo tierra (a 273 m de profundidad), Rainier, de 1.7 kilotones. Es la bomba n.º 114 de las 1132 que Estados Unidos detonó entre 1945 y 1992.
- 1958: en Argelia, el Frente de Liberación argelino constituye en el exilio un Gobierno provisional de la República, presidido por Ferhatí Abbas.

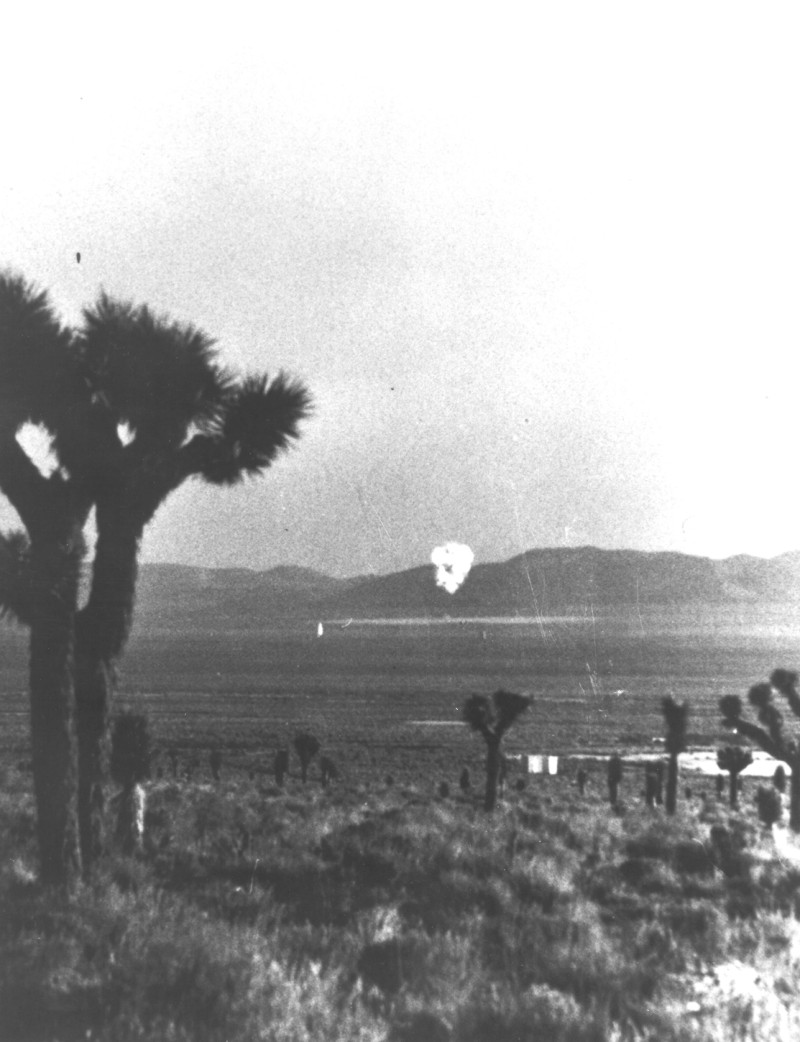
Explosión de la bomba atómica Eddy (1958).

- 1958: sobre el Área B7b del Sitio de pruebas de Nevada, a las 11:00 (hora local) Estados Unidos detona desde un globo aerostático a 150 metros de altura su bomba atómica n.º 162, Eddy, de 0,083 kilotones. (En comparación, la bomba de Hiroshima tuvo una potencia de 13 kilotones).
- 1959: en los Estados Unidos, el dirigente soviético Nikita Jrushchov visita Disneyland.
- 1960: en la ciudad de Nueva York (Estados Unidos), Fidel Castro y su delegación abandonan el hotel Shelburne debido a la falta de garantías para su seguridad, y se instalan en el hotel Theresa, en el barrio negro de Harlem.
- 1964: en Madrid (España) un millar de personas se concentran frente a la embajada estadounidense, coreando «¡Asesinos!» y «¡Cuba sí, yanquis no!», debido al ataque terrorista de la CIA contra el carguero español Sierra Aránzazu (que habían confundido con el carguero cubano Sierra Maestra).[1]
- 1968: en México, el rector de la UNAM (Universidad Nacional Autónoma de México) protesta por la ocupación militar de Ciudad Universitaria y encabeza una manifestación, la primera en la que la rectoría de la UNAM apoya explícitamente al movimiento estudiantil. La Cámara de Diputados, en voz de su líder Luis M. Farías, ataca al rector Barros Sierra, quien presenta su renuncia, sin que le fuera aceptada. La Junta de Gobierno le pide expresamente que permanezca al frente de la UNAM.
- 1970: en la plaza Matteotti, en Génova (Italia), el estudiante griego de geología Kostas Georgakis se suicida prendiéndose fuego como protesta por la dictadura de los Coroneles (1967-1974) liderada por Georgios Papadópulos.
- 1972: en Londres (Reino Unido) se utiliza por primera vez una carta bomba. El objetivo es la embajada israelí. Fallece un diplomático de ese país.
- 1973: en Suecia se corona a Carlos XVI Gustavo.
- 1976: en las afueras de Karatepe (Turquía), un Boeing 727 de la compañía Turkish Airlines se estrella contra los montes Tauro, matando a los 155 pasajeros a bordo.
- 1976: en Suecia, una coalición centrista, liberal y moderada derrota al Partido Socialdemócrata por primera vez desde 1932.
- 1978: las islas Salomón se unen a las Naciones Unidas.
- 1981: en el Parque Central de Nueva York, el dúo Simon and Garfunkel se reúne para un recital gratuito.
- 1982: en Pittsburgh (Estados Unidos), Scott Fahlman publica los primeros emoticonos en el tablón de anuncios de la universidad Carnegie Mellon:
- 1983: San Cristóbal y Nieves —una de las islas Antillas— se independiza del Imperio británico.
- 1984: En Caracas se produce la denominada Masacre de Tazón.
- 1985: en la Ciudad de México a las 7.19 horas ocurre un terremoto de magnitud 8.1 en la escala de magnitud de momento. Destroza la ciudad, dejando un total de más de 10 000 muertos.
- 1985: en el estado mexicano de Chihuahua, el gobernador Óscar Ornelas presenta su renuncia venida por los conflictos políticos que habían iniciado en ese estado en 1983.
- 1985: en la isla Mindanao (Filipinas), unos 60 miembros de la tribu ata se suicidan con insecticida por órdenes de su gurú Datu Mangayanon ―desesperado porque no había podido convertir hojas de árbol en billetes―, que los convenció de que así podrían ver la imagen del dios Yahvé.[2]
- 1985: Tipper Gore (esposa de Al Gore) y otras esposas de políticos forman el ultraconservador Centro de Recursos Musicales para Padres, mientras Frank Zappa y otros músicos son obligados a testificar en el Congreso de Estados Unidos acerca de la obscenidad en la música rock.
- 1985: en Costa Rica se crea el Instituto Costarricense de Ferrocarriles (INCOFER) para administrar todas las vías férreas.
- 1988: en los Juegos Olímpicos de Seúl, el clavadista estadounidense Greg Louganis sufre una lesión en la cabeza en las preliminares de la especialidad del trampolín de 3 metros.
- 1989: en Chad (África), un atentado terrorista con explosivo destruye en el aire un DC-10 francés (Vuelo 772 de UTA). Mueren los 171 ocupantes.
- 1991: cerca de Volturno (Alpes italianos), unos turistas alemanes descubren los restos de un ser humano, que será bautizado como Ötzi (que vivió hacia el 3300 a. C.).
- 1991: Argentina ―bajo la presidencia de Carlos Menem― anuncia su retirada del Movimiento de Países No Alineados.
- 1991: en el Emplazamiento de pruebas de Nevada (unos 105 km al noroeste de Las Vegas), Estados Unidos hace estallar la bomba atómica Distant Zenith, la bomba atómica n.º 1120 de las 1132 que detonó ese país entre 1945 y 1992.
- 1993: Bolivia consigue su clasificación al Mundial de Fútbol de la FIFA a celebrarse en los Estados Unidos en 1994 al empatar 1-1 como visitante frente a Ecuador.
- 1994: Haití es invadida por más de 24 000 soldados estadounidenses bajo las órdenes del presidente George Bush padre.
- 1994: en Papúa Nueva Guinea, una erupción volcánica cubre de toneladas de cenizas a la ciudad de Rabaul (capital de la provincia de Nueva Bretaña). El 80 % de las edificaciones del pueblo colapsan.
- 1995: el terrorista estadounidense Unabomber consigue que su manifiesto, intitulado «La sociedad industrial y su futuro», sea publicado en el Washington Post y el New York Times.
- 1997: en la provincia de Médéa (Argelia), terroristas de la banda terrorista musulmana Frente Islámico de Salvación asesinan a 53 hombres, mujeres y niños (masacre de Guelb El‑Kebir) por haber apoyado a la banda terrorista musulmana Grupo Islámico Armado.
- 1999: el ejército ruso se prepara para invadir Chechenia con unos 30 000 soldados.
- 2006: en Tailandia se perpetra un golpe militar, que revoca la Constitución e instaura la ley marcial.
- 2008: en Oakland (Estados Unidos), un estudiante universitario estadounidense originario de Oakland, llamado Carlos Ramírez (18) dibuja Trollface, que sería adoptado como el símbolo universal de un trol de internet.
- 2012: se adopta la Resolución 2068 del Consejo de Seguridad de las Naciones Unidas sobre protección de los niños en los conflictos armados.
- 2015: en Miami (Estados Unidos) finaliza sus transmisiones Sábado gigante con el presentador chileno Don Francisco, el programa de mayor duración en la historia de la televisión mundial con 53 años al aire ininterrumpidamente.
- 2017: en México, a las 13:14 hora local (18:14.40 h GMT/UTC), se produce un sismo de magnitud 7.1 en la escala de magnitud de momento con epicentro en la zona limítrofe de Morelos y Puebla, que destruyó en su totalidad varios edificios en la Ciudad de México. El sismo ocurrió el mismo día que se llevaba a cabo un simulacro que conmemoraba el 32.º aniversario del sismo de 1985.
- 2017: Antonio Echevarría asume su cargo como gobernador de Nayarit.
- 2018: la empresa japonesa Nintendo Company, Ltd. estrena el servicio en línea Nintendo Switch Online para las plataformas de Nintendo Switch.
- 2021: se produce una erupción volcánica en la isla de La Palma del Volcán de Tajogaite, la cual durará varios meses y su lava ocupará cientos de hectáreas y destruyendo miles de edificaciones, borrando del mapa casi en su totalidad la población de Todoque y parte de La Laguna.
- 2022: en el estado de Michoacán (México) a las 13:05 horas, tiempo local (18:05 horas, tiempo GMT/UTC), se produce un sismo de magnitud 7.7 en la escala de magnitud de momento con epicentro cercano a la localidad de Coalcomán . El sismo sucedió el día que se llevaba a cabo un simulacro que conmemoraba el 37.º aniversario del terremoto de 1985 y el 5.º aniversario del terremoto de 2017.[3][4]
- 2022: en Reino Unido se lleva a cabo el funeral de la Reina Isabel II en el cual fue trasladada a Windsor en la capilla de San Jorge junto a su esposo, sus padres y su hermana menor.
- 2023: Azerbaiyán lanza una ofensiva militar contra la República de Artsaj en la región de Alto Karabaj; esto lleva al éxodo de la población armenia.

## Nacimientos
- 86: Antonino Pío, emperador romano (f. 161).
- 866: León VI el Sabio, emperador bizantino entre el 886 y el 912 (f. 912).
- 1377: Alberto IV, aristócrata austriaco (f. 1404).
- 1416: Pedro de Cosme de Médici, político italiano (f. 1469).

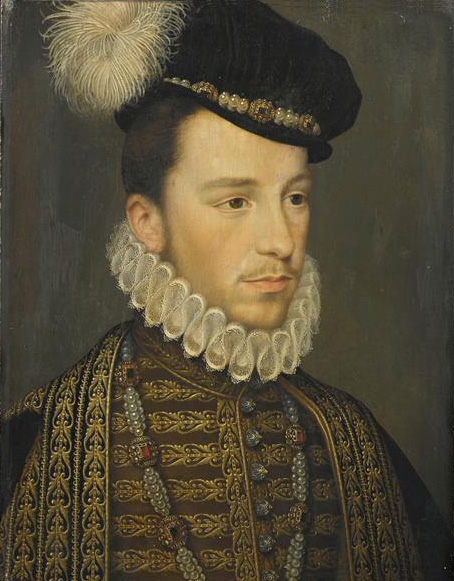
Enrique III.

- 1551: Enrique III, rey polaco entre 1573 y 1574 y francés entre 1574 y 1589 (f. 1589).
- 1683: Lorenz Heister, botánico y cirujano alemán (f. 1758).
- 1749: Jean Baptiste Joseph Delambre, matemático y astrónomo francés (f. 1822).
- 1754: Louis Claude Marie Richard, médico y botánico francés (f. 1821).
- 1759: William Kirby, entomólogo británico (f. 1850).
- 1772: Vicente López, pintor español (f. 1850).
- 1774: Giuseppe Gasparo Mezzofanti, cardenal y lingüista italiano (f. 1849).
- 1775: José Félix Ribas, militar venezolano, prócer de la Independencia (f. 1815)
- 1796: Hartley Coleridge, poeta británico (f. 1849).
- 1800: Tomás Espora, marino, militar y corsario, que alcanzó el rango de coronel de marina, que actuó en las guerras de la Independencia y en la del Brasil. Fue el primer marino argentino en dar la vuelta al mundo (f. 1835).
- 1802: Lajos Kossuth, político y periodista húngaro (f. 1894).
- 1803: María Ana de Saboya, emperatriz austriaca y reina húngara y bohemia (f. 1884).
- 1804: Genaro Berón de Astrada, militar y político argentino (f. 1830).
- 1811: Orson Pratt, líder religioso estadounidense (f. 1881).
- 1813: Christian Heinrich Friedrich Peters, astrónomo alemán (f. 1890).
- 1825: Henry Charles Lea, historiador estadounidense (f. 1909).
- 1826: Antonio Raimondi, geógrafo, naturalista y explorador italiano (f. 1890).
- 1828: Fridolin Anderwert, político suizo (f. 1880).
- 1828: Evaristo Madero Elizondo, militar, empresario y político mexicano (f. 1911).
- 1853: Florentino Ameghino, naturalista, paleontólogo, antropólogo y profesor argentino (f. 1911).
- 1844: Rufino José Cuervo, filólogo colombiano  (f. 1911 ).
- 1858: Lisandro Alvarado, médico, naturalista, historiador, etnólogo y lingüista venezolano (f. 1931).
- 1867: Arthur Rackham, ilustrador de libros británico (f. 1939).
- 1871: Virginia Fábregas, actriz y empresaria mexicana (f. 1950).
- 1873: Rudolf Charousek, ajedrecista húngaro (f. 1900).
- 1886: Jenaro Sánchez Delgadillo, sacerdote, mártir y santo mexicano (f. 1927).
- 1887: Lynne Overman, actor estadounidense (f. 1943).
- 1889: Sadie Delany, físico estadounidense (f. 1999).
- 1898: Giuseppe Saragat, presidente italiano (f. 1988).
- 1900: Ricardo Cortez, actor, cantante y director estadounidense (f. 1977).
- 1901: Joe Pasternak, productor húngaro (f. 1991).
- 1901: Ludwig von Bertalanffy, biólogo austriaco (f. 1972).
- 1908: Mika Waltari, escritor finlandés (f. 1979).
- 1908: Tatsuo Shimabuku, karateka japonés (f. 1975).
- 1908: Robert Lecourt, político francés (f. 2004).
- 1909: Ferdinand Anton Ernst Porsche, diseñador austriaco de automóviles (f. 1998).
- 1910: Margaret Lindsay, actriz y cantante estadounidense (f. 1981).

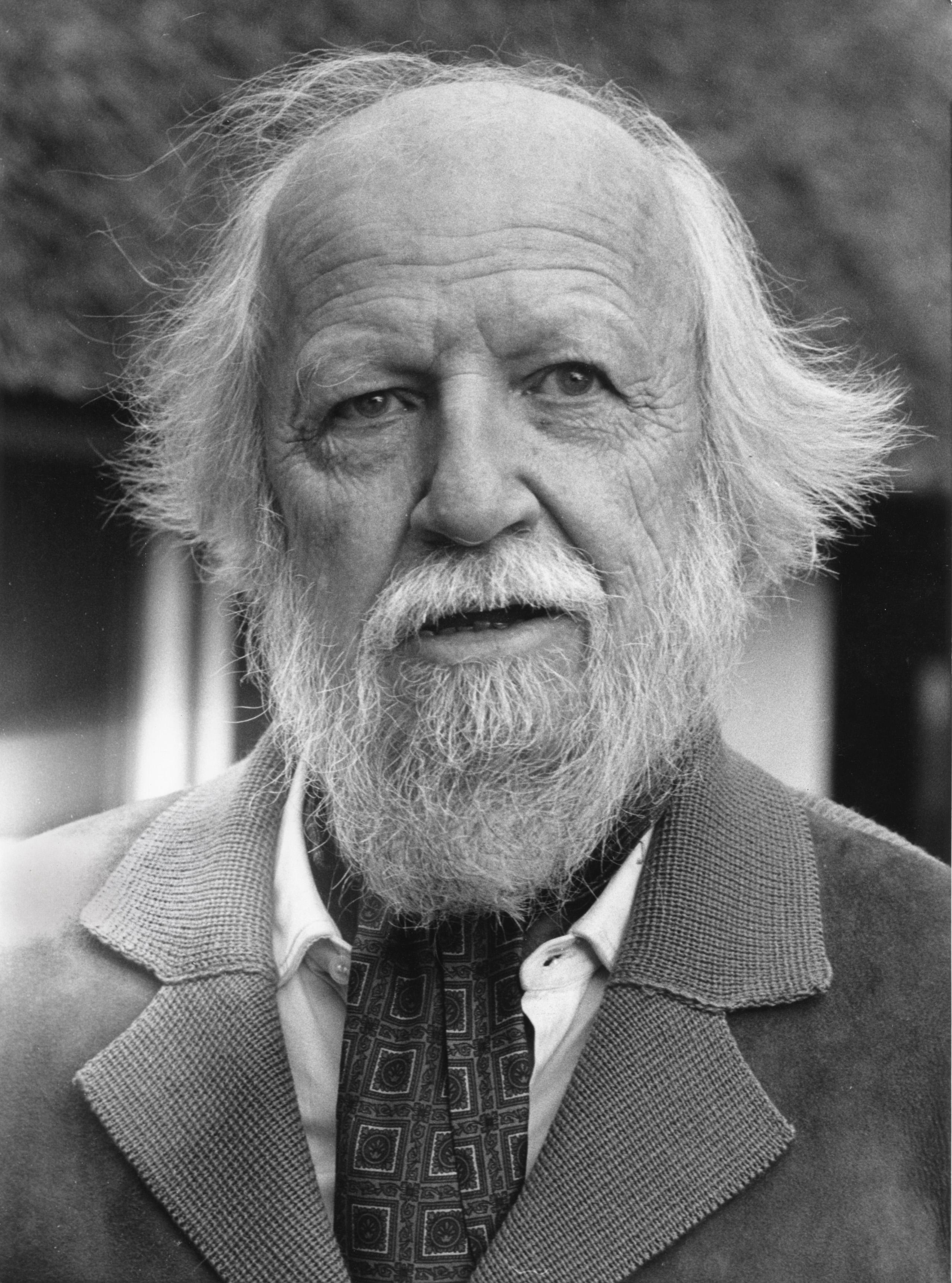
William Golding.

- 1911: William Golding, novelista, poeta y dramaturgo británico; premio nobel de literatura (f. 1993).
- 1911: Allan Pettersson, compositor sueco (f. 1980)
- 1912: Kurt Sanderling, director de orquesta y músico polaco-alemán (f. 2011).
- 1913: Frances Farmer, actriz y cantante estadounidense (f. 1970).
- 1915: Germán Valdés, actor, cantante y humorista mexicano (f. 1973).
- 1916: Terence Tiller, poeta y productor de radio británico (f. 1987).
- 1917: Amalia Hernández, bailarina y coreógrafa mexicana (f. 2000).
- 1919: Edgardo Mercado Jarrín, militar y político peruano, primer ministro entre 1973 y 1975 (f. 2012).
- 1919: Juan Barjola, pintor español (f. 2004).
- 1920: Carmen Lazo, política chilena (f. 2008).
- 1921: Paulo Freire, educador, pedagogo y escritor brasileño (f. 1997).
- 1921: Ángel Liberal Lucini, almirante español (f. 2006).
- 1921: Odilio Urfé, director de orquesta y músico cubano.
- 1922: Damon Knight, editor y crítico de ciencia ficción estadounidense (f. 2002).
- 1922: Emil Zátopek, atleta checoslovaco (f. 2000).
- 1923: Rodrigo Riera, guitarrista y compositor venezolano (f. 1999).
- 1926: Masatoshi Koshiba, físico japonés, premio nobel de física en 2002 (f. 2020).
- 1926: James Lipton, actor, productor y guionista estadounidense (f. 2020).
- 1926: Duke Snider, beisbolista y locutor estadounidense (f. 2011).
- 1927: Helen Carter, cantante estadounidense, de la banda The Carter Family (f. 1998).
- 1927: Rosemary Harris, actriz británica.
- 1928: Elvira Quintillá, actriz española (f. 2013).
- 1928: Adam West, actor estadounidense (f. 2017).
- 1929: Luigi Taveri, piloto de motociclismo suizo (f. 2018).
- 1930: Muhal Richard Abrams, pianista, compositor y educador estadounidense (f. 2017).
- 1931: Jean-Claude Carrière, actor y guionista francés (f. 2021).
- 1931: Genaro Ledesma Izquieta, político y escritor peruano (f. 2018).
- 1932: Anabel Gutiérrez, actriz de cine y televisión mexicana (f. 2022).
- 1932: Stefanie Zweig, escritora alemana (f. 2014).
- 1933: David McCallum, actor y cantante británico, Iliá Kuriakin en El agente de Cipol (f. 2023).
- 1934: Brian Epstein, mánager británico, de la banda The Beatles (f. 1967).
- 1935: Encarna Sánchez, periodista española (f. 1996).
- 1936: Al Oerter, atleta estadounidense (f. 2007).
- 1939: Joaquín Navarro Estevan, magistrado y político español (f. 2007).
- 1940: Caroline John, actriz británica (f. 2012).
- 1940: Eduardo Mateo, músico y compositor uruguayo (f. 1990).
- 1940: Bill Medley, cantante estadounidense, de la banda The Righteous Brothers.
- 1940: Paul Williams, cantautor y actor estadounidense.
- 1941: Umberto Bossi, político italiano.
- 1941: Mama Cass (Ellen Naomi Cohen), cantante y música estadounidense, de la banda The Mamas & the Papas (f. 1974).
- 1941: Mariangela Melato, actriz italiana (f. 2013).
- 1942: Marina Mayoral, escritora y profesora española.
- 1943: Joe Morgan, beisbolista y locutor deportivo estadounidense.
- 1944: Edmund Joensen, político faroés, 9.º primer ministro de las islas Faroe.
- 1945: David Bromberg, cantante-compositor y guitarrista estadounidense.
- 1945: José María Latorre, escritor y crítico de cine español (f. 2014).
- 1946: Brian Henton, piloto británico de carreras.
- 1947: Henry Bromell, escritor y guionista estadounidense (f. 2013).
- 1947: Lol Creme, músico británico, de las bandas 10cc y Art of Noise.
- 1947: Tanith Lee, escritora británica (f. 2015).
- 1948: Jeremy Irons, actor británico.
- 1949: Barry Scheck, abogado estadounidense.
- 1949: Twiggy, modelo, actriz y cantante británica.
- 1951: Carlos Carnicero, periodista español.
- 1951: Daniel Lanois, cantante-compositor, guitarrista y productor canadiense.
- 1951: Miguel Torruco Marqués, empresario y académico mexicano.
- 1952: Rhys Chatham, trompetista, guitarrista y compositor estadounidense.
- 1952: Nile Rodgers, guitarrista, compositor y productor estadounidense.
- 1953: Diana Maffía, política y filósofa argentina.

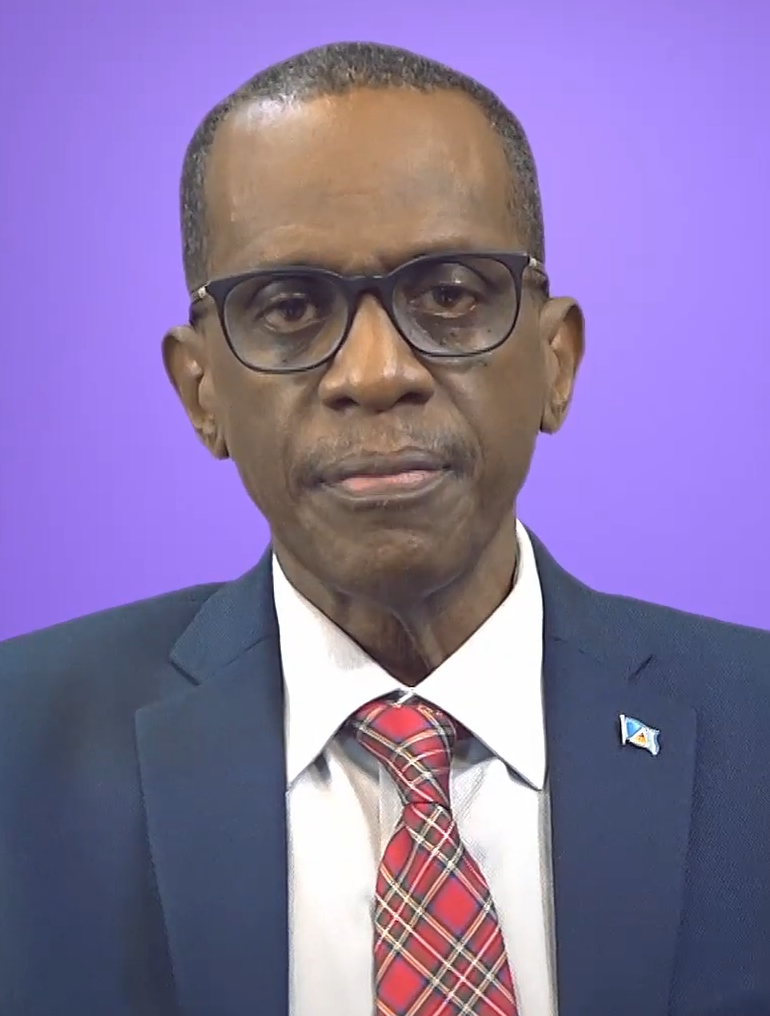
Philip J. Pierre

- 1954: Philip J. Pierre, economista y político santalucense, Primer ministro de Santa Lucía desde 2021
- 1955: Dominique Arnaud, ciclista francés (f. 2016).
- 1956: José Ramón Alexanko, futbolista español.
- 1956: Juan Manuel Fangio II, piloto argentino de automóviles.
- 1956: Helios Gómez, pintor, cartelista y poeta gitano antifranquista español (f. 1901).
- 1956: José Luis Doreste, regatista español.
- 1956: Amparo Grisales, actriz, presentadora y modelo colombiana.
- 1958: Lucky Ali, cantante-compositor y actor indio.
- 1958: Lita Ford, cantante anglo estadounidense, de la banda The Runaways.
- 1958: Kevin Hooks, actor y director estadounidense.
- 1959: Karmelo C. Iribarren, poeta español.
- 1960: Yolanda Saldívar, asesina estadounidense.
- 1960: Ricardo Monreal Ávila, abogado, político y académico mexicano.
- 1963: Silvia Martínez Cassina, periodista argentina.
- 1963: Jarvis Cocker, músico británico, de la banda Pulp.
- 1963: Voro López, filólogo español.
- 1963: David Seaman, futbolista británico.
- 1963: Alexandra Silk, actriz pornográfica y modelo erótica estadounidense.
- 1964: Kim Richards, actriz estadounidense.
- 1964: Trisha Yearwood, cantante y actriz estadounidense.

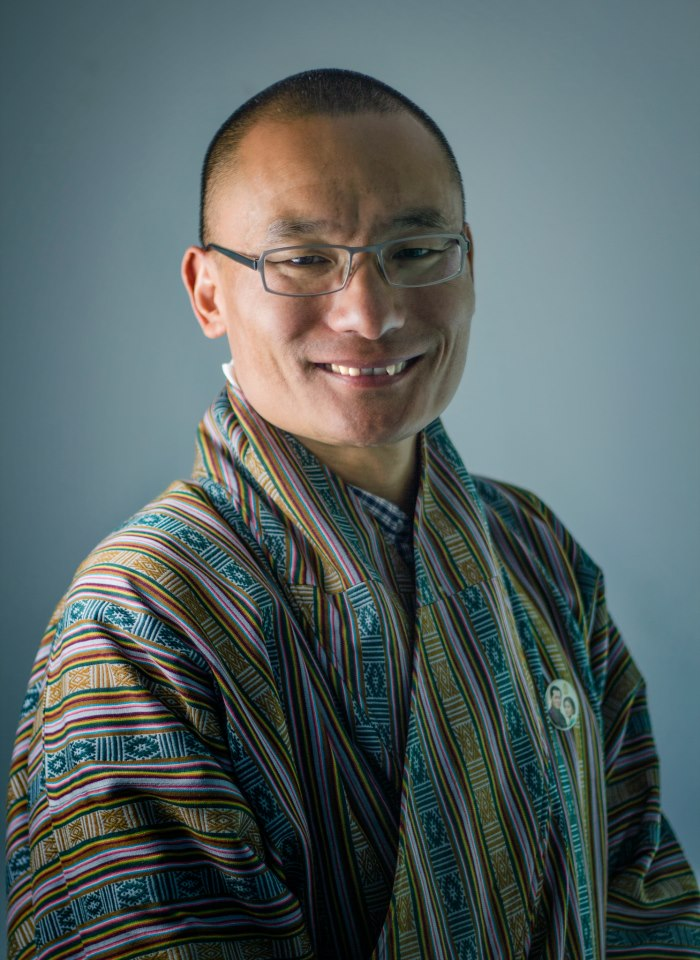
Tshering Tobgay

- 1965: Alexandra Vandernoot, actriz belga.
- 1965: Sunita Williams, astronauta estadounidense.
- 1965: Tshering Tobgay, político butanés, primer ministro de Bután entre 2013-2018 y desde 2024.
- 1966: Eric Rudolph, terrorista evangélico estadounidense.
- 1966: Yoshihiro Takayama, luchador japonés.
- 1967: Aleksandr Karelin, luchador y político ruso.
- 1967: Mamoru Hosoda, director japonés.
- 1967: Mark Weir, luchador británico.
- 1968: Jimmy Bower, baterista y compositor estadounidense, de la banda Eyehategod.
- 1968: Jordi Núñez, jugador de balonmano español.
- 1968: Rodrigo Alonso Herrera Aspra, empresario farmacéutico mexicano.
- 1969: Candy Dulfer, saxofonista neerlandesa.
- 1969: Conchita Franqui Alemany, cantante lírica cubana.
- 1969: Kostia Tsziu, boxeador ruso-australiano.
- 1969: Tapio Wilska, cantante finlandés.
- 1970: Takanori Nishikawa, cantante japonés.
- 1970: Victor Williams, actor estadounidense.
- 1970: Hilda Hidalgo, cineasta costarricense.
- 1971: Alfonso Reyes Cabanas, baloncestista español.
- 1971: Sanaa Lathan, actriz estadounidense.
- 1972: Ashot Nadanian, ajedrecista armenio.
- 1973: Nick Colgan, futbolista irlandés.
- 1973: Cristiano da Matta, piloto brasileño de Fórmula 1.
- 1973: Jeremy Lindsay Taylor, actor australiano.
- 1973: David Zepeda, actor, cantante, modelo y abogado mexicano.
- 1973: Stéphane Porato, futbolista francés.
- 1974: Jimmy Fallon, actor, cantante y presentador estadounidense.Jimmy Fallon

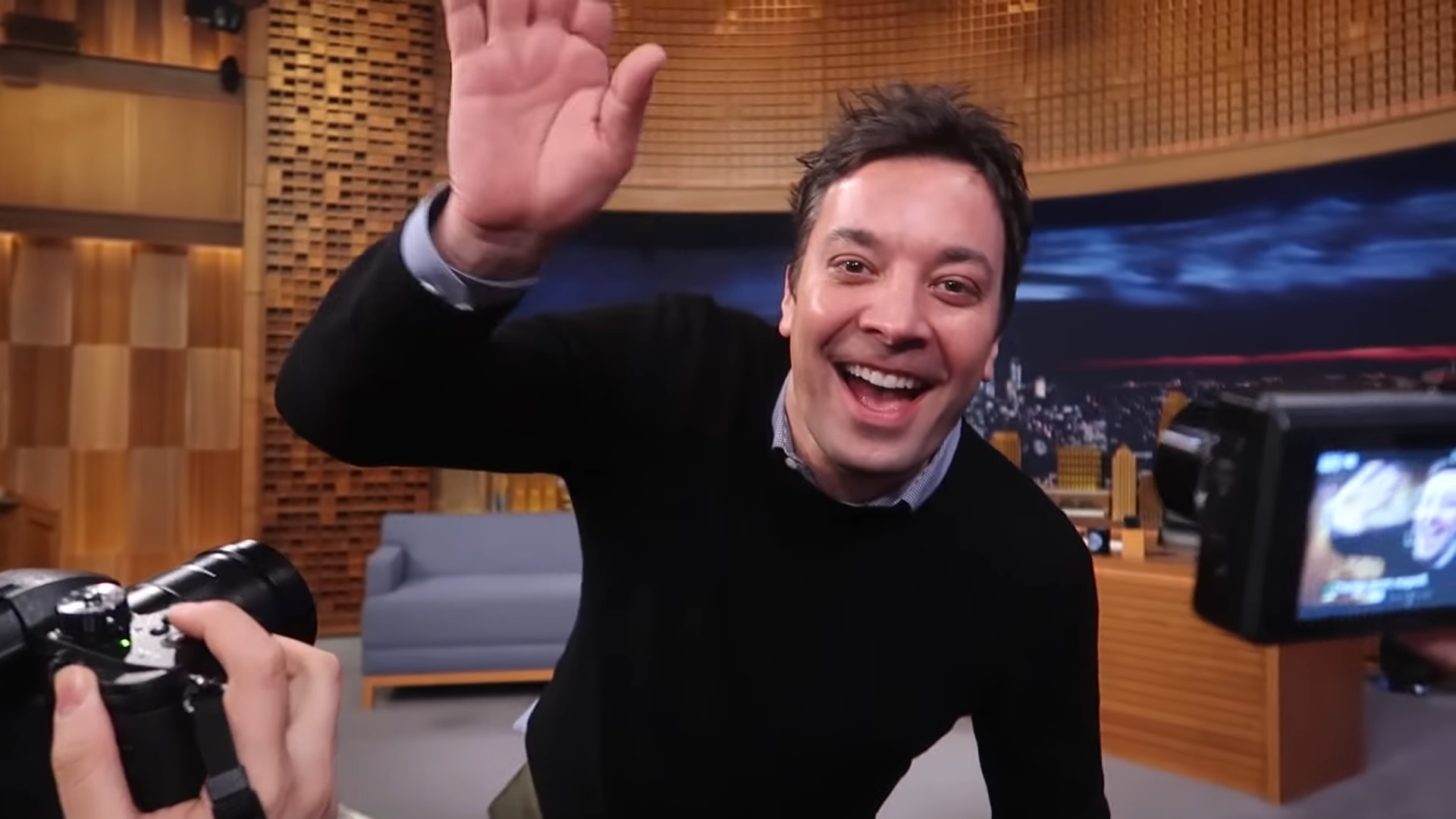
Jimmy Fallon

- 1974: Francisco Pinoargotti, comediante, actor y presentador de televisión ecuatoriano.
- 1974: Victoria Silvstedt, modelo, actriz y cantante sueca.
- 1976: Raja Bell, baloncestista estadounidense.
- 1976: Alison Sweeney, actriz estadounidense.
- 1976: Jim Ward, músico estadounidense, de las bandas At the Drive-In y Sparta.
- 1977: Maria Rita, cantante brasileña.
- 1977: Robert Moreno, entrenador de fútbol español.
- 1977: Tommaso Rocchi, futbolista italiano.
- 1977: Emil Sutovsky, ajedrecista israelí.
- 1978: Michelle Alves, modelo brasileña.
- 1978: Nick Johnson, beisbolista estadounidense.
- 1978: Ramin Karimloo, cantante-compositor, productor y actor iraní-canadiense.
- 1978: Jorge López Montaña, futbolista español.
- 1978: Mariano Puerta, tenista argentino.
- 1978: Waylon Reavis, músico estadounidense.
- 1978: Ognjen Koroman, futbolista serbio.
- 1980: Sara y Tegan Quin, cantantes canadienses, del dúo Tegan and Sara.
- 1980: Dimitri Yachvili, rugbista francés.
- 1981: Damiano Cunego, ciclista italiano.
- 1982: Eleni Daniilidou, tenista griego.
- 1982: Cristina López, atleta y política salvadoreña.
- 1984: Eva Marie, luchadora profesional estadounidense.
- 1984: Ángel Reyna, futbolista mexicano.
- 1984: Kevin Zegers, actor canadiense.
- 1985: Alun Wyn Jones, rugbista británico.
- 1985: Woodrow West, futbolista beliceño.
- 1985: Song Joong Ki, actor surcoreano.
- 1985: Renee Young, entrevistadora canadiense.
- 1986: Martín Bravo, futbolista argentino.
- 1986: Leon Best, futbolista irlandés.
- 1986: Gerald Ciolek, ciclista alemán.
- 1986: Omar Khadr, terrorista canadiense.
- 1986: Mandy Musgrave, actriz estadounidense.
- 1987: Danielle Panabaker, actriz estadounidense.
- 1987: Carlos Quintero, futbolista ecuatoriano.
- 1987: Leonor Lavado, actriz, humorista e imitadora española.

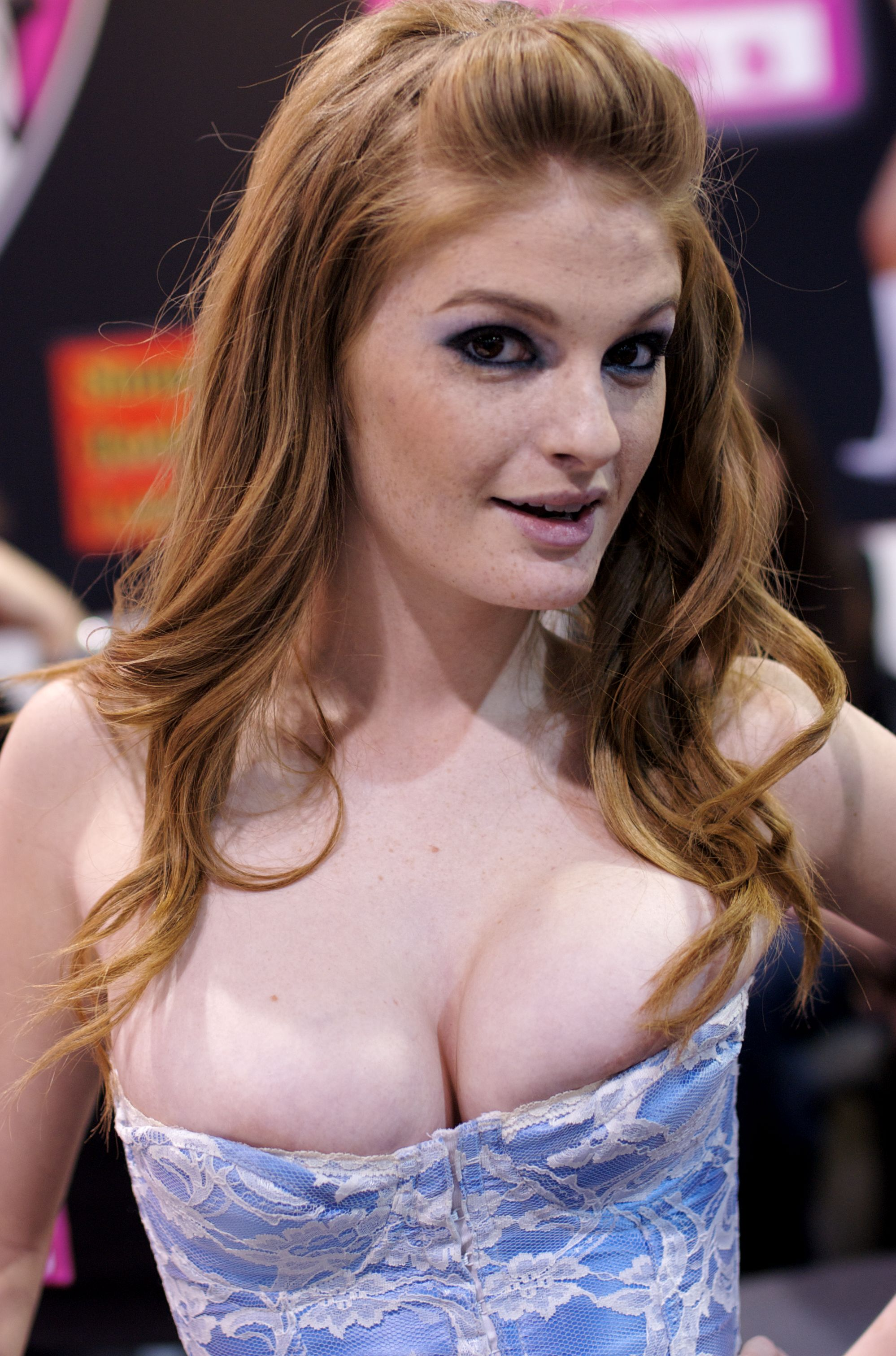
Faye Reagan

- 1988: Katrina Bowden, actriz estadounidense.
- 1988: Faye Reagan, actriz porno estadounidense.
- 1989: Tyreke Evans, baloncestista estadounidense.
- 1989: Lorenza Izzo, actriz chilena.
- 1990: Evgeny Novikov, piloto ruso de carreras.
- 1990: Kieran Trippier, futbolista inglés.
- 1992: Deyver Vega, futbolista costarricense.
- 1992: Diego Antonio Reyes, futbolista mexicano.
- 1992: Brandley Kuwas, futbolista neerlandés.
- 1992: Prichard Colón, exboxeador puertorriqueño.
- 1993: Andrea Pereira, futbolista española.
- 1993: Javier Ramírez, actor, youtuber y cantante colombiano.
- 1995: Antonio Cotán, futbolista español.
- 1995: Guillermo Fratta, futbolista uruguayo.
- 1996: Dejounte Murray, baloncestista estadounidense.
- 1997: Giovanny, futbolista brasileño.
- 1997: Erik Jirka, futbolista eslovaco.
- 1997: Konrad Michalak, futbolista polaco.
- 1997: Luis Bonilla, futbolista colombiano.

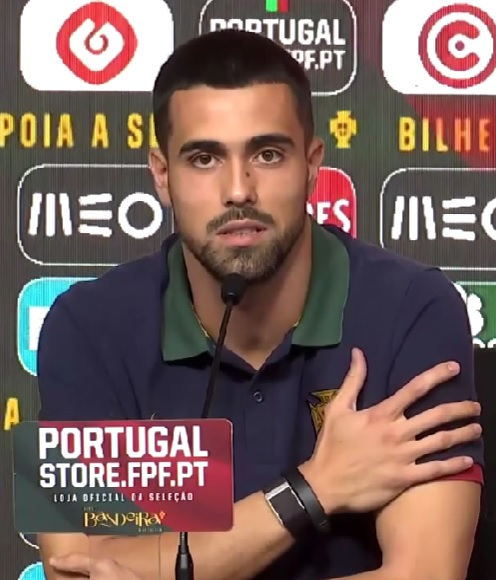
Diogo Costa

- 1999: Diogo Costa, futbolista portugués nacido en Suiza.
- 2002: Lorenzo Aguado, futbolista español.

## Fallecimientos
- 690: Teodoro de Tarso, arzobispo inglés (n. 602).
- 1309: Alonso Pérez de Guzmán, militar y aristócrata español (n. 1256).
- 1356: Pedro I, aristócrata francés (n. 1311).
- 1356: Walter VI de Brienne, constable francés (n. 1304).
- 1591: Alonso de Orozco, religioso y escritor español (n. 1500).
- 1692: Giles Corey, granjero estadounidense asesinado (n. 1611).
- 1710: Ole Rømer, astrónomo danés (n. 1644).
- 1761: Pieter van Musschenbroek, físico neerlandés (n. 1692).
- 1812: Mayer Amschel Rothschild, banquero alemán (n. 1744).
- 1818: Peter Olof Swartz, botánico sueco (n. 1760).
- 1843: Gaspard Gustave de Coriolis, ingeniero y científico francés (n. 1792).
- 1866: Christian Hermann Weisse, teólogo protestante alemán (n. 1801).
- 1876: Donato Guerra, militar y político mexicano (n. 1832).
- 1881: James A. Garfield, militar, político y vigésimo presidente estadounidense (n. 1831).
- 1891: José Manuel Balmaceda, presidente chileno (n. 1840).
- 1893: Alexander Tilloch Galt, político francés (n. 1817).
- 1905: Thomas John Barnardo, filántropo irlandés (n. 1845).
- 1906: Maria Georgina Grey, escritora británica (n. 1816).
- 1908: José Manuel Marroquín, expresidente, escritor y estadista colombiano (n. 1827).
- 1914: Charles de Vendeville, nadador francés (n. 1882).
- 1920: Adrienne van Hogendorp-s' Jacob, pintora neerlandesa (n. 1857).
- 1927: Michael Peter Ancher, pintor danés (n. 1849).
- 1935: Konstantín Tsiolkovski, científico de cohetes e ingeniero ruso (n. 1857).
- 1936: Vishnu Narayan Bhatkhande, musicólogo y cantante hinduista indio (n. 1860).
- 1938: Pauline Frederick, actriz estadounidense (n. 1883).
- 1942: Condé Nast, publicista estadounidense (n. 1873).
- 1944: Guy Gibson, aviador británico (n. 1918).
- 1949: George Shiels, dramaturgo irlandés (n. 1886).
- 1949: Nikolaos Skalkottas, compositor griego (n. 1901).
- 1951: José Ribelles Comín, bibliógrafo y periodista valenciano (n. 1872).
- 1956: Helios Gómez, artista y anarcosindicalista español (n. 1905).
- 1958: Rudolf Rocker, anarquista alemán (n. 1873).
- 1961: Juan Cristóbal González Quesada, escultor español (n. 1897).
- 1964: Caracciolo Parra Pérez, político venezolano (n. 1888).
- 1965: Lionel Terray, montañista francés (n. 1921).
- 1967: Zinaida Serebriakova, pintora rusa (n. 1884).
- 1968: Chester Carlson, físico, inventor y empresario estadounidense (n. 1906).
- 1968: Red Foley, cantante, compositor y actor estadounidense (n. 1910).
- 1969: Rex Ingram, actor estadounidense (n. 1895).
- 1972: Robert Casadesus, pianista y compositor francés (n. 1899).
- 1973: Gram Parsons, cantante, compositor y guitarrista estadounidense, de la banda The Byrds y The Flying Burrito Brothers (n. 1946).
- 1973: Luis Marcelo Zelarayán, médico argentino (n. 1914).
- 1974: Tránsito Cocomarola, músico argentino (n. 1918).
- 1974: Mijaíl Sharojin, militar soviético, Héroe de la Unión Soviética (n. 1898).
- 1975: Pamela Brown, actriz británica (n. 1917).
- 1978: Étienne Gilson, filósofo e historiador francés (n. 1884).
- 1980: Ventura Gassol, poeta y político español (n. 1893).
- 1983: Ángel Labruna, futbolista y entrenador argentino (n. 1918).

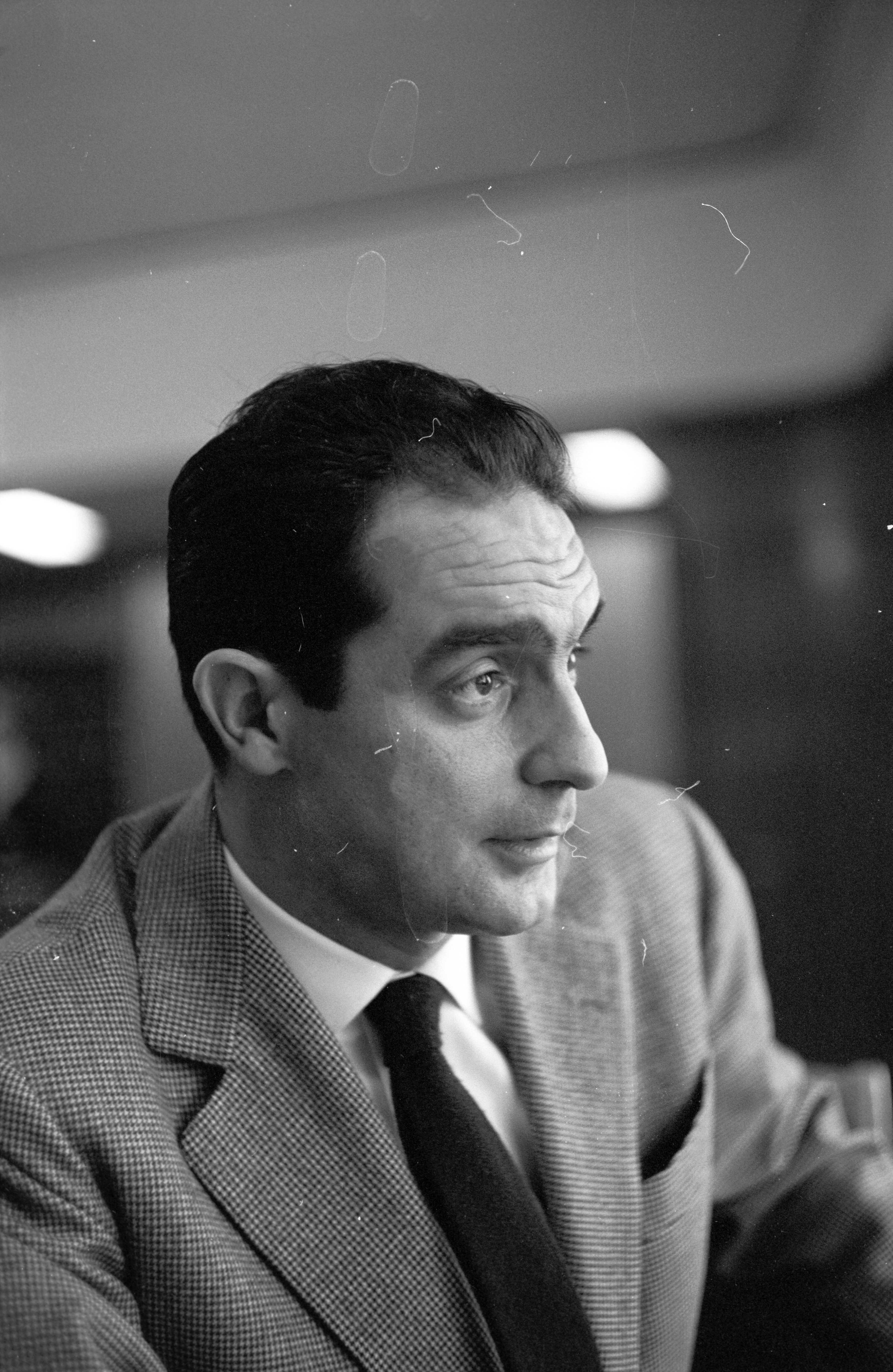
Italo Calvino

- 1985: Fallecimientos durante el Terremoto de México de 1985:
  - Rafael Hernández Piedra, político mexicano (n. 1919).
  - Rockdrigo (Rodrigo González), compositor mexicano (n. 1950).
  - Frederik Vanmelle, actor belga (n. 1936).
  - Margarita Mendoza López, escritora mexicana (n. 1914).
  - Jorge Jure Cejín, político mexicano (n. 1947).
- 1985: Ítalo Calvino, escritor italiano (n. 1923).
- 1987: Einar Gerhardsen, político y primer ministro noruego (n. 1897).
- 1987: Américo Tomás, político y militar portugués (n. 1894).
- 1988: Carlos León Alvarado, escritor chileno (n. 1916).
- 1990: Hermes Pan, coreógrafo estadounidense (n. 1909).
- 1994: Alberto Closas, actor argentino nacido en España (n. 1921).
- 1995: Orville Redenbacher, botánico estadounidense (n. 1907).
- 1996: Néffer Kröger, musicóloga y concertista uruguaya (f. 1925).
- 1997: Rich Mullins, cantante estadounidense (n. 1955).
- 1998: Patricia Hayes, actriz británica (n. 1909).
- 1998: Mariano Martín, futbolista español (n. 1919).
- 1999: José J. Veiga, escritor y periodista brasileño (n. 1915).
- 2000: Ricardo J. Bermúdez, escritor panameño (n. 1914).
- 2000: Ann Doran, actriz estadounidense (n. 1911).

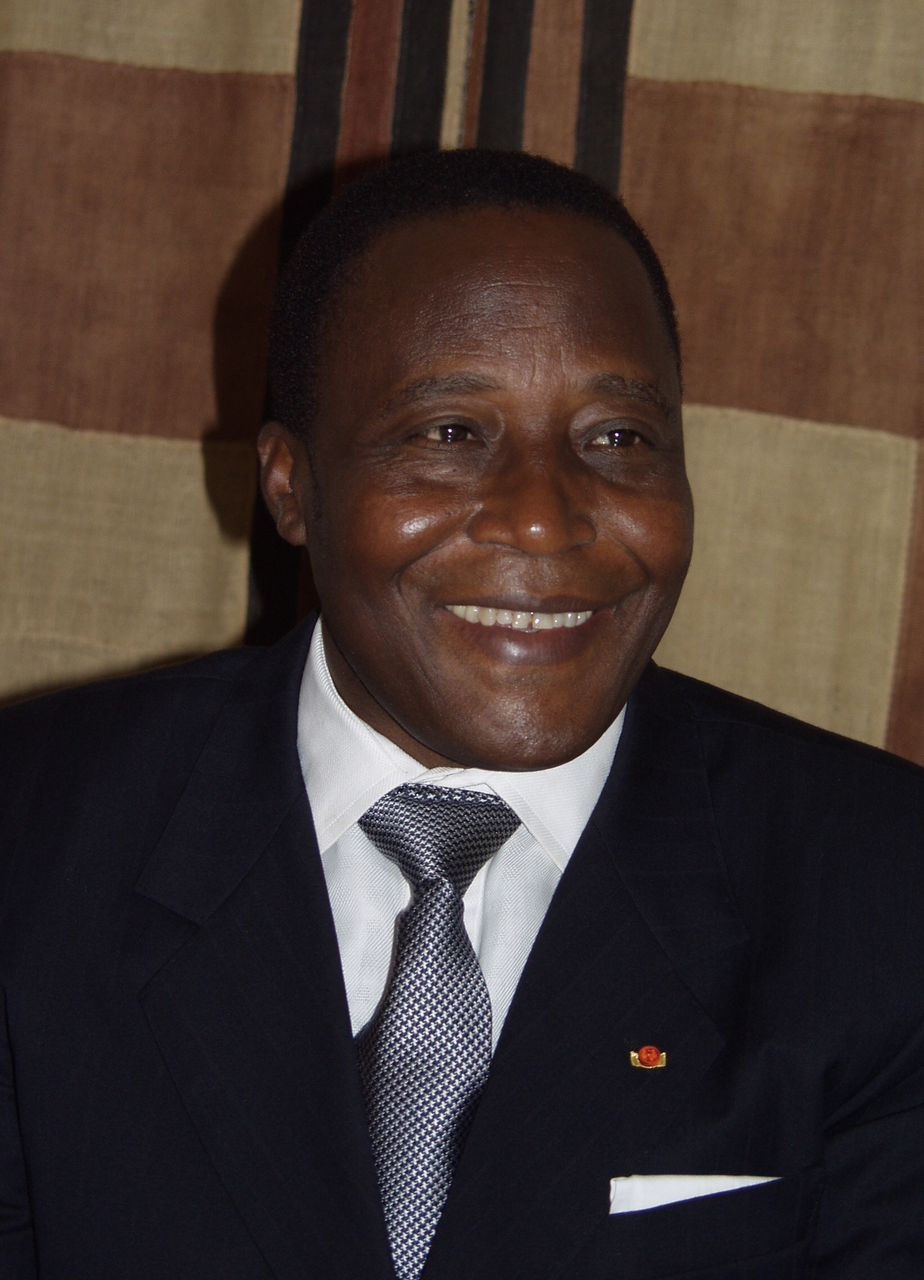
Robert Guéï

- 2002: Robert Guéï, político marfileño, 3.º presidente de Costa de Marfil (n. 1941).
- 2002: Duncan Hallas, activista trotskista británico (n. 1925).
- 2003: Slim Dusty, cantautor, guitarrista y productor australiano (n. 1927).
- 2004: Skeeter Davis, cantante estadounidense, de la banda The Davis Sisters (n. 1931).
- 2004: Eddie Adams, fotógrafo estadounidense (n. 1933).
- 2006: Danny Flores, cantante, compositor y saxofonista estadounidense, de la banda The Champs (n. 1929).
- 2006: Roy Schuiten, ciclista neerlandés (n. 1950).
- 2006: Mario Villanueva, futbolista chileno.[5]
- 2006: Elizabeth Allen, actriz estadounidense (n. 1929).
- 2007: Antoine Ghanem, político libanés (n. 1943).
- 2010: Domingo Biojó (Sixto Antonio Cabana Guillén), guerrillero colombiano (n. 1965).
- 2010: Buddy Collette, saxofonista, clarinetista, flautista y compositor estadounidense de jazz (n. 1921).
- 2010: José de Jesús Gudiño Pelayo, abogado y jurista mexicano (n. 1943).
- 2010: Joseph Kruskal, matemático y estadístico estadounidense (n. 1928).
- 2010: José Antonio Labordeta, cantautor, profesor, escritor, presentador y político español (n. 1935).
- 2010: László Polgár, cantante lírico húngaro (n. 1947).
- 2011: Dolores Hope, y cantante y filántropa estadounidense. (n. 1909).
- 2012: Víctor Cabedo, ciclista español (n. 1989).
- 2012: Rino Ferrario, futbolista italiano (n. 1926).
- 2012: Cecil Gordon, piloto estadounidense de carreras (n. 1941).
- 2012: Itamar Singer, escritor e historiador rumano-israelí (n. 1946).
- 2013: Amidou, actor marroquí (n. 1935).
- 2013: Gerrie Mühren, futbolista neerlandés (n. 1946).
- 2013: Hiroshi Yamauchi, empresario japonés, expresidente de Nintendo (n. 1927).
- 2017: José Salcedo Palomeque, montador de cine español (n. 1949).
- 2019: Zine El Abidine Ben Ali, expresidente de Túnez (n. 1936).
- 2019: María Rivas, cantautora de jazz latino venezolana (n. 1960).

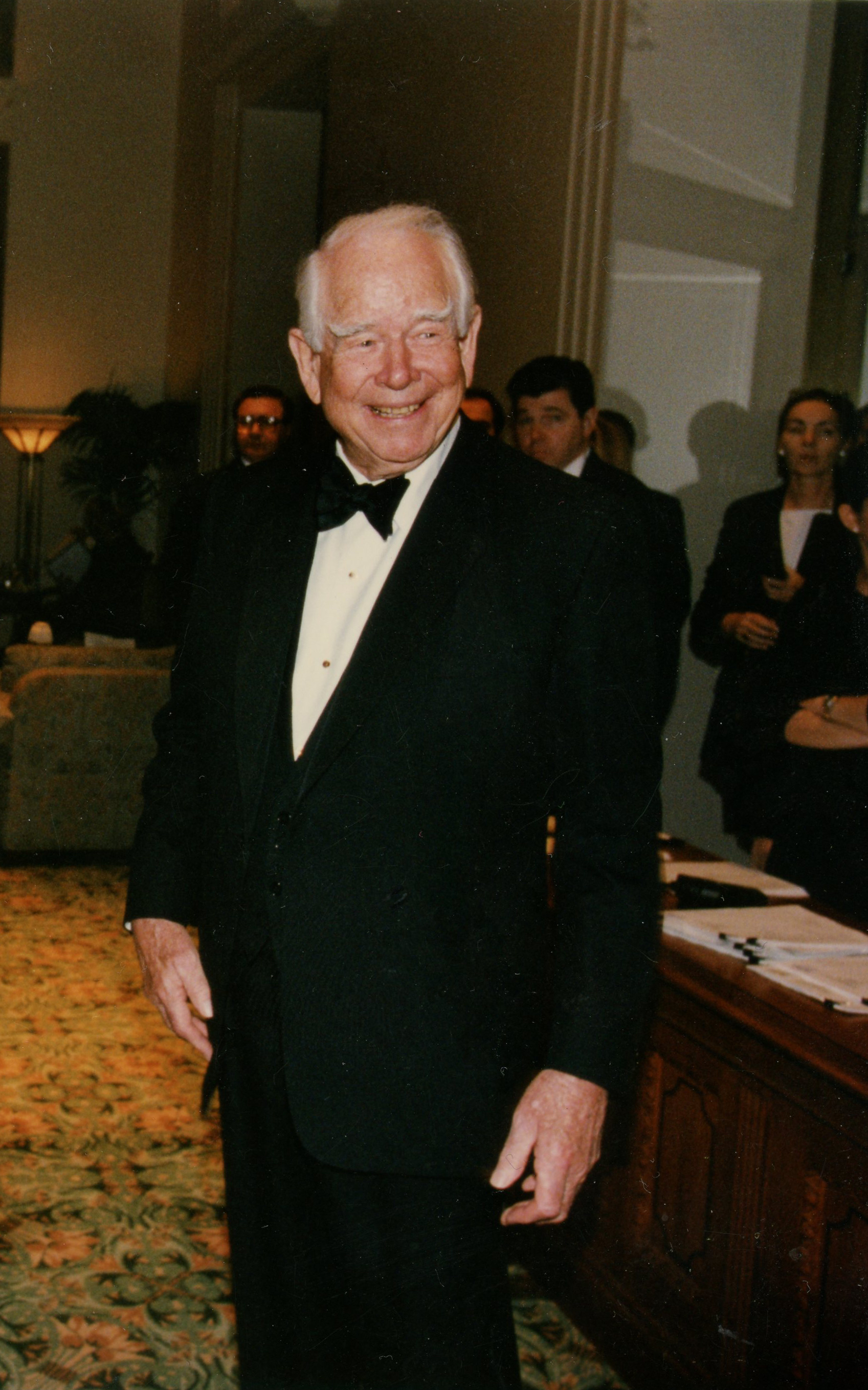
Donald M. Kendall

- 2020: Donald M. Kendall, CEO de Pepsi Cola y PepsiCo. Empresario y asesor político estadounidense (n. 1921).
- 2020: Lee Kerslake, baterista británico (n. 1947).
- 2021:
  - Jimmy Greaves, futbolista británico (n. 1940).
  - Joan Martínez Vilaseca jugador y entrenador de fútbol español (n. 1943)
  - John Challis, actor de teatro y televisión británico (n. 1942).
  - María del Carmen Rovira Gaspar, filósofa, historiadora, ensayista, profesora e investigadora española (n. 1923).
  - Richard Lachmann, sociólogo estadounidense (n. 1956).
  - Sylvano Bussotti, compositor italiano (n. 1931).
- 2022: Valeri Poliakov, cosmonauta ruso (n. 1942).
- 2024: Fabiola Posada, actriz y humorista colombiana (n. 1963).

## Celebraciones
- Día Internacional de Hablar como un Pirata.[6]
- Día Internacional de Concienciación sobre la Mordedura de Serpiente.[7]
- Día Mundial del Aperitivo.[7]
- Día Mundial de la Marca Propia.
- Día Mundial de Sensibilización Sobre la Disección Aórtica.

 Por países
(Por orden alfabético)
- Argentina: 
  - Día Nacional de las Personas Sordas.[8]En conmemoración a la creación de la primera escuela para niños sordos “Profesor Bartolomé Ayrolo” en 1885, que marcó el inicio de la educación de las personas sordas del país (hace ya 139 años, 10 meses y 29 días).
  - Día Nacional del Chamamé.[9]
  - Día del Preceptor.[10]
  - Día del Instrumentador Quirúrgico.[11]Se recuerda el fallecimiento del Dr. Guillermo Bosch Arana, primer médico que incorporó al plantel quirúrgico a los instrumentadores. Su función es la de asistir, controlar, supervisar y evaluar, el proceso de atención del paciente desde su ingreso al quirófano hasta su egreso a la sala de recuperación.[7]
  -  Chaco: 
    - Día de la Bandera del Chaco.[12]La enseña provincial fue establecida por Decreto N° 1795/07 y por Ley N° 6400 de la Cámara de Diputados. Su motivo se inspira fundamentalmente en el verde del monte chaqueño, los colores celeste y blanco y el de la bandera argentina.

  -  Misiones: 
    - Día provincial del Orquideófilo.[7]Se declaró “Monumento Natural y de Interés Público” a las especies Isabelia Virginalis y Zygopetalum Maxillare, y se crea el Plan de Restauración Ecológica de Orquídeas Nativas.

  -  Mendoza: 
    - Día de la Educación de Gestión Social.[13]Se celebra en homenaje al día de nacimiento de Paulo Freire, el 19 de setiembre de 1921 (hace ya 103 años, 10 meses y 29 días).

  -  Neuquén: 
    - Día del Escudo de la provincia del Neuquén.[14]Un 19 de septiembre del año 1958 (hace ya 66 años, 10 meses y 29 días), por Ley Provincial N.º 16, comenzó a utilizarse el escudo de la Provincia del Neuquén. Una creación de Mario Aldo Mástice, quien fuera ganador del concurso realizado ese año por la Intervención Federal.

  -  Río Negro: 
    - Día de las Áreas Naturales Protegidas.[15]Recuerda la creación en 1959 (hace ya 65 años, 10 meses y 29 días) del Parque Laguna Carri Laufquen en Ingeniero Jacobacci, la primera en la provincia.

- Chile:
  - Día de las Glorias del Ejército. (Fiestas Patrias).

- Ecuador:
  - Día del Migrante Ecuatoriano.

- Eslovaquia: 
  - Día de la Primera Aparición Pública del Consejo Nacional Eslovaco.

- México
  - Conmemoración de los sismos de 1985, 2017 y 2022.
  - Día Nacional de Protección Civil.[16]

### Santoral católico

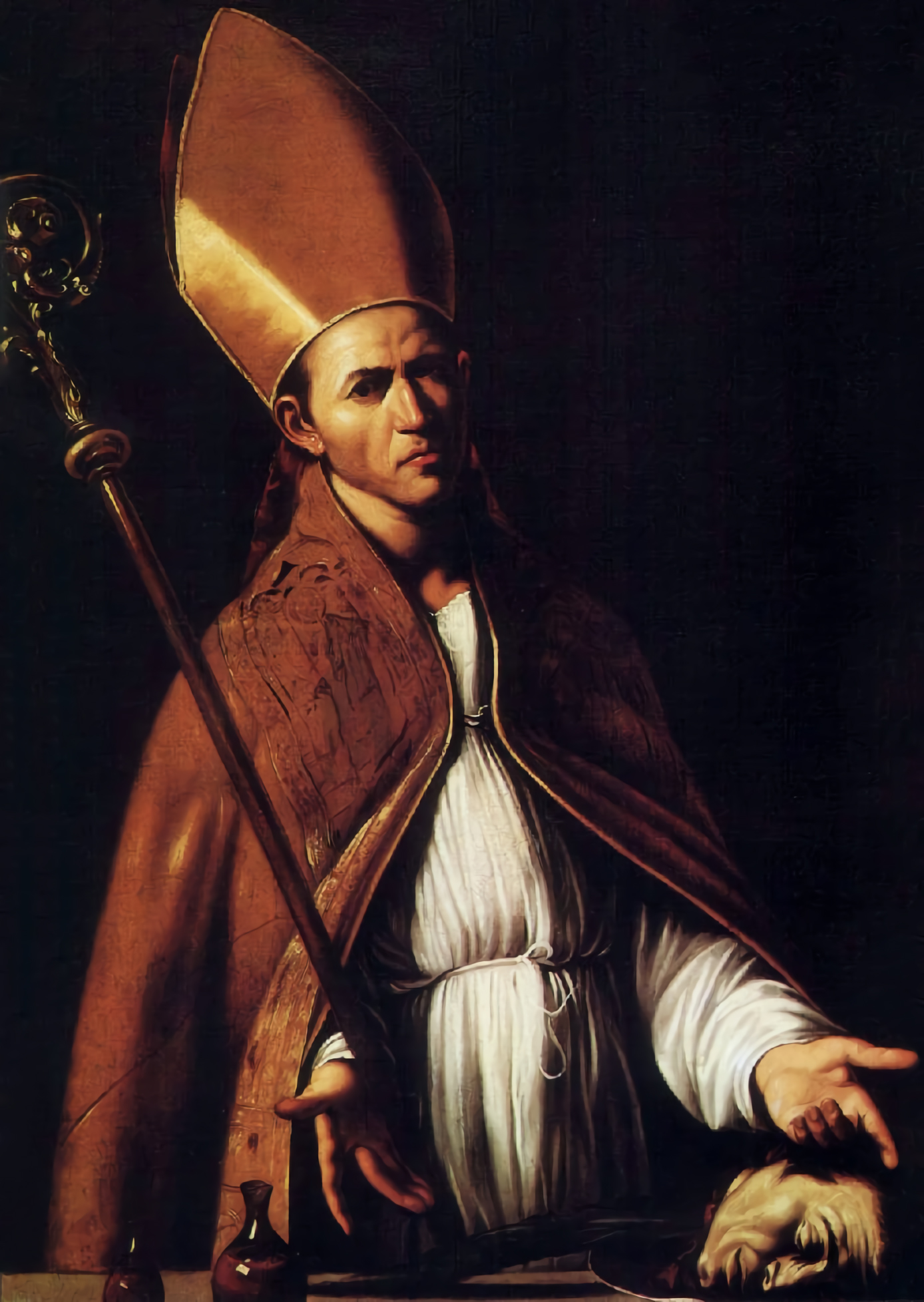
San Jenaro, patrono de Nápoles; sus reliquias se guardan en la catedral de Nápoles.

- San Jenaro de Nápoles, obispo y mártir (s. IV).[17]
- San Trófimo de Sínada, mártir.
- Santos Peleo, Nilo, Elías y Patermucio de Palestina, mártires (310).
- San Eustoquio de Tours, obispo (461).
- San Sécuano de Cestre, presbítero y abad (s. VI).
- San Mariano de Bourges, eremita (s. VI).
- San Goerico de Metz, obispo (642).
- San Teodoro de Canterbury, obispo (690).
- Santa Pomposa de Córdoba, virgen y mártir (853).
- San Lantberto de Frisinga, obispo (957).
- San Ciríaco de Buonvicino, abad (1030).
- San Arnulfo de Gap, obispo (1075).
- Santa María de Cervelló, virgen (1290).
- San Alonso de Orozco, presbítero (1591).
- San Carlos Hyon Song-mun, mártir (1846).
- Santa María Guillerma Emilia de Rodat, virgen y fundadora (1852).
- San Urbano V, papa (1370).
- Beato Jacinto Hoyuelos González, mártir (1936).
- Beata Francisca Cualladó Baixauli, virgen y mártir (1936).
- Beatas María de Jesús de la Yglesia y de Varo, María Dolores Aguiar-Mella y Díaz y Consuelo Aguiar-Mella y Díaz, vírgenes y mártires (1936).
- Virgen de la Salette.